# Gran Premio Industria e Artigianato 1992
Il Gran Premio Industria e Artigianato 1992, ventiseiesima edizione della corsa e sedicesima con questa denominazione, si svolse il 1º maggio su un percorso di 210 km, con partenza e arrivo a Larciano. Fu vinto dall'italiano Gianni Faresin della ZG Mobili-Selle Italia davanti al suo connazionale e compagno di squadra Stefano Colagè e allo svizzero Daniel Steiger.

## Ordine d'arrivo (Top 10)
| Pos. | Corridore           | Squadra                            | Tempo    |
| ---- | ------------------- | ---------------------------------- | -------- |
| 1    | Gianni Faresin      | ZG Mobili-Selle Italia             | 5h22'36" |
| 2    | Stefano Colagè      | ZG Mobili-Selle Italia             |          |
| 3    | Daniel Steiger      | Jolly Componibili-Club 88          |          |
| 4    | Gianluca Bortolami  | Lampre-Colnago                     |          |
| 5    | Giuseppe Petito     | Mercatone Uno-Zucchini-Juvenes SMR |          |
| 6    | Fabrizio Convalle   | Amore & Vita-Fanini                |          |
| 7    | Stefano Della Santa | Amore & Vita-Fanini                |          |
| 8    | Franco Chioccioli   | GB-MG Maglificio-Bianchi           |          |
| 9    | Roberto Gusmeroli   | GB-MG Maglificio-Bianchi           |          |
| 10   | Marek Szerszynski   | Lampre-Colnago                     |          |